# Gimle (Roskilde)
 For alternative betydninger, se Gimle. (Se også artikler, som begynder med Gimle)
Gimle er et regionalt spillested, studenterhus og ungdomskulturhus i Roskilde.
Hvert år i juli måned er Gimle med til at arrangere en række gratis koncerter i Byparken.

## Fakta
Gimle har tre scener; en koncertsal med plads til 550 stående eller 240 siddende gæster, kælderen med plads til 150 stående eller 80 siddende kan opleve forestillingen samt Kulturcafeen med en kapacitet på 60 gæster.

## Historie
Gimle åbnede mandag den 2. maj 1988 i Ringstedgade 30 efter et halvt års ombygning, og frem til den 15. maj 2000 blev cafeen drevet på privat basis som musikcafé, spillested og spisehus. Herefter blev ejerskabet overtaget af Fonden Rytmisk Roskilde, der driver den i dag med Foreningen Gimle som driftsansvarlig. 1. januar 2001 blev Gimle udnævnt til regionalt spillested, en titel som deles med steder som Vega i København og Train i Århus.
Lokalerne i Ringstedgade blev efterhånden for små for det øgende antal arrangementer, og jagten på nye lokaler endte ved Roskildes gamle vandværk på Helligkorsvej, som havde stået tomt i flere år og viste sig at passe godt til formålet. Efter en massiv ombygning var Vandværket klar til at indflytning i sommeren 2006, hvor Gimle rykkede ind.

## Frivilligt arbejde
Gimles koncerter afvikles af et team frivillige – Gimles afviklingshold. I alt er holdet på ca. 100 personer. Alle husets frivillige medarbejdere har stor erfaring fra Gimle, men også fra arrangementer udenfor huset (bl.a. Roskilde Festivals scener). Det er de frivillige, som tager sig af de fleste opgaver i huset fra at hjælpe på scenen og stå i bar og garderobe til at arrangere større og mindre happenings. Udover de frivillige, som udgør basisen i huset, tager et mindre antal lønnet ansatte sig af opgaver som booking og produktion.
- Spillestedet Gimle